# Fretin
Ne doit pas être confondu avec Fréthun.
« Fretin » redirige ici. Pour le coureur cycliste, voir Milan Fretin.
Fretin [fʁətɛ̃] est une commune française située dans le département du Nord. Fretin fait partie de la Métropole européenne de Lille et de la Flandre française.

## Géographie

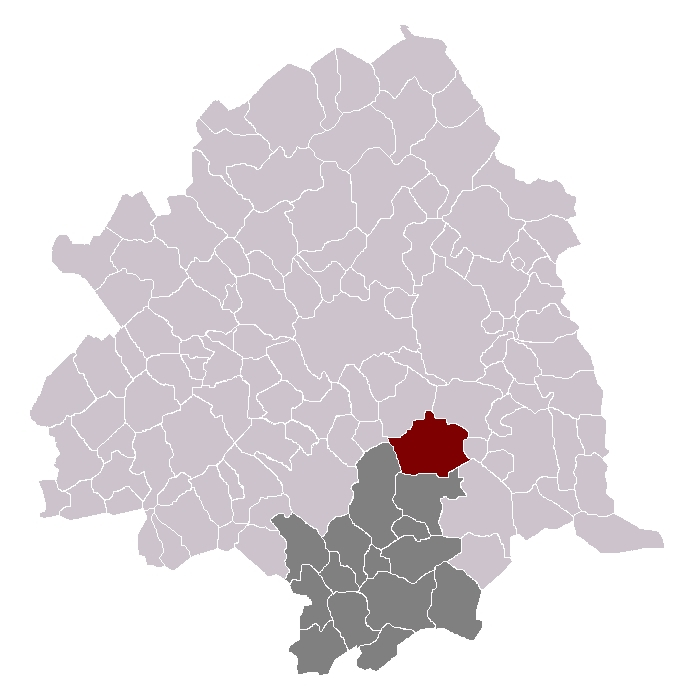
Fretin dans son canton et son arrondissement.

### Situation
Fretin se situe dans le pays du Mélantois, à la limite de la Pévèle en Flandre romane, à 9,5 km au sud-est de Lille (13,5 km par la route).
| Lesquin    |           | Sainghin-en-Mélantois |
| Vendeville | Fretin    | Péronne-en-Mélantois  |
| Avelin     | Ennevelin | Templeuve-en-Pévèle   |

### Hydrographie

#### Réseau hydrographique
La commune est située dans le bassin Artois-Picardie. Elle est drainée par la Marque, la Ferme Castel et divers autres petits cours d'eau,.
La Marque, d'une longueur de 32 km, prend sa source dans la commune de Thumeries et se jette  dans le canal de Roubaix à Wasquehal, après avoir traversé 25 communes. Les caractéristiques hydrologiques de la Marque sont données par la station hydrologique située sur la commune. Le débit moyen mensuel est de 0,248 m3/s. Le débit moyen journalier maximum est de 6,310 3 mars 20 247,3 m3/s, atteint le 26 février 2024.
L'aménagement du « marais Warlet » a donné lieu à la reconstitution des prairies et des zones boisées humides sur 22 hectares,.

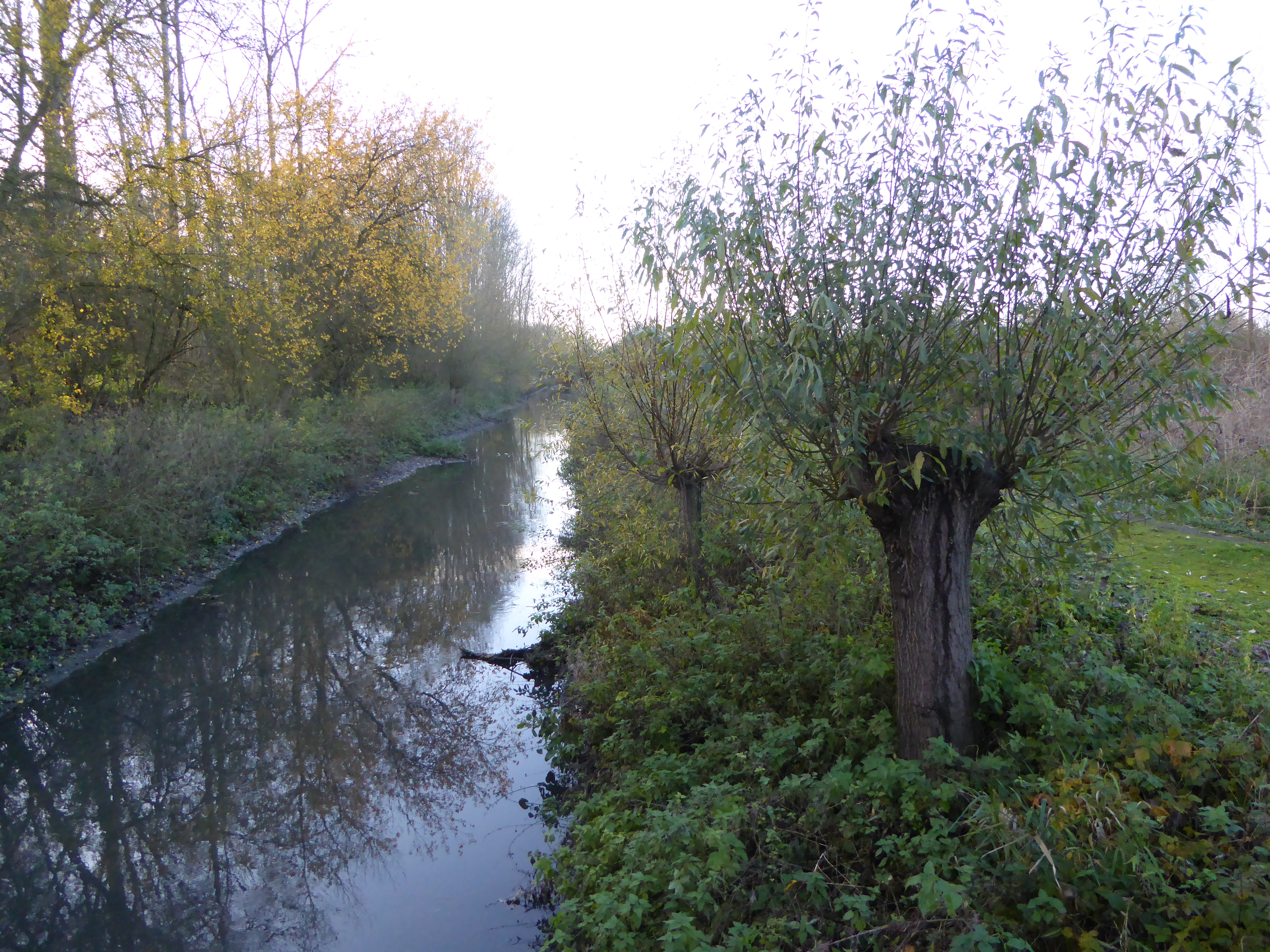
La Marque au marais de Bonnance.
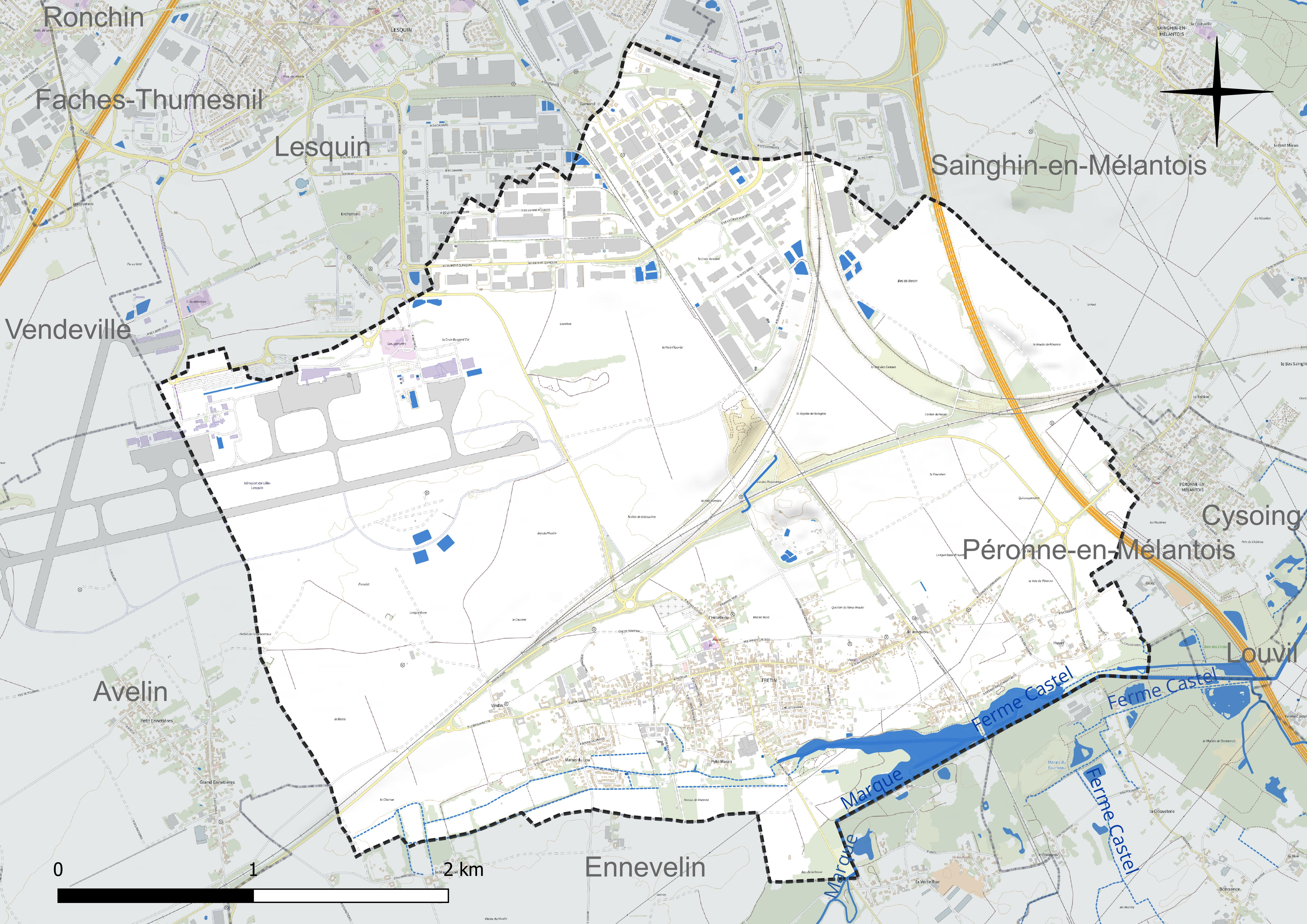
Réseau hydrographique de Fretin.

#### Gestion et qualité des eaux
Le territoire communal est couvert par le schéma d'aménagement et de gestion des eaux (SAGE) « Marque Deûle ». Ce document de planification concerne un territoire de 1 120 km2 de superficie, délimité par les bassins versants de la Marque et de la Deûle, formant une vaste cuvette sédimentaire de 40 km de long et de 25 km de large, où la pente est très faible. Le périmètre a été arrêté le 2 décembre 2005 et le SAGE proprement dit a été approuvé le 9 mars 2020. La structure porteuse de l'élaboration et de la mise en œuvre est la Métropole européenne de Lille.
La qualité des cours d'eau peut être consultée sur un site dédié géré par les agences de l'eau et l'Agence française pour la biodiversité.

### Climat
Pour des articles plus généraux, voir Climat des Hauts-de-France et Climat du Nord.
En 2010, le climat de la commune est de type climat océanique dégradé des plaines du Centre et du Nord, selon une étude du CNRS s'appuyant sur une série de données couvrant la période 1971-2000. En 2020, Météo-France publie une typologie des climats de la France métropolitaine dans laquelle la commune est exposée à un climat océanique et est dans la région climatique Nord-est du bassin Parisien, caractérisée par un ensoleillement médiocre, une pluviométrie moyenne régulièrement répartie au cours de l'année et un hiver froid (3 °C).
Pour la période 1971-2000, la température annuelle moyenne est de 10,6 °C, avec une amplitude thermique annuelle de 14,5 °C. Le cumul annuel moyen de précipitations est de 691 mm, avec 12,2 jours de précipitations en janvier et 8,7 jours en juillet. Pour la période 1991-2020, la température moyenne annuelle observée sur la station météorologique la plus proche, située sur la commune de Lesquin à 4 km à vol d'oiseau, est de 11,3 °C et le cumul annuel moyen de précipitations est de 740,0 mm,. Pour l'avenir, les paramètres climatiques de la commune estimés pour 2050 selon différents scénarios d'émission de gaz à effet de serre sont consultables sur un site dédié publié par Météo-France en novembre 2022.

## Urbanisme

### Typologie
Au 1er janvier 2024, Fretin est catégorisée ceinture urbaine, selon la nouvelle grille communale de densité à sept niveaux définie par l'Insee en 2022.
Elle appartient à l'unité urbaine de Templeuve-en-Pévèle, une agglomération intra-départementale regroupant cinq  communes, dont elle est ville-centre,,. Par ailleurs la commune fait partie de l'aire d'attraction de Lille (partie française), dont elle est une commune de la couronne,. Cette aire, qui regroupe 201 communes, est catégorisée dans les aires de 700 000 habitants ou plus (hors Paris),.

### Occupation des sols
L'occupation des sols de la commune, telle qu'elle ressort de la base de données européenne d'occupation biophysique des sols Corine Land Cover (CLC), est marquée par l'importance des territoires agricoles (55,3 % en 2018), en diminution par rapport à 1990 (65,2 %). La répartition détaillée en 2018 est la suivante : 
terres arables (50 %), zones industrielles ou commerciales et réseaux de communication (30,2 %), zones urbanisées (11,1 %), zones agricoles hétérogènes (4 %), zones humides intérieures (2,4 %), prairies (1,3 %), forêts (1 %). L'évolution de l'occupation des sols de la commune et de ses infrastructures peut être observée sur les différentes représentations cartographiques du territoire : la carte de Cassini (XVIIIe siècle), la carte d'état-major (1820-1866) et les cartes ou photos aériennes de l'IGN pour la période actuelle (1950 à aujourd'hui).

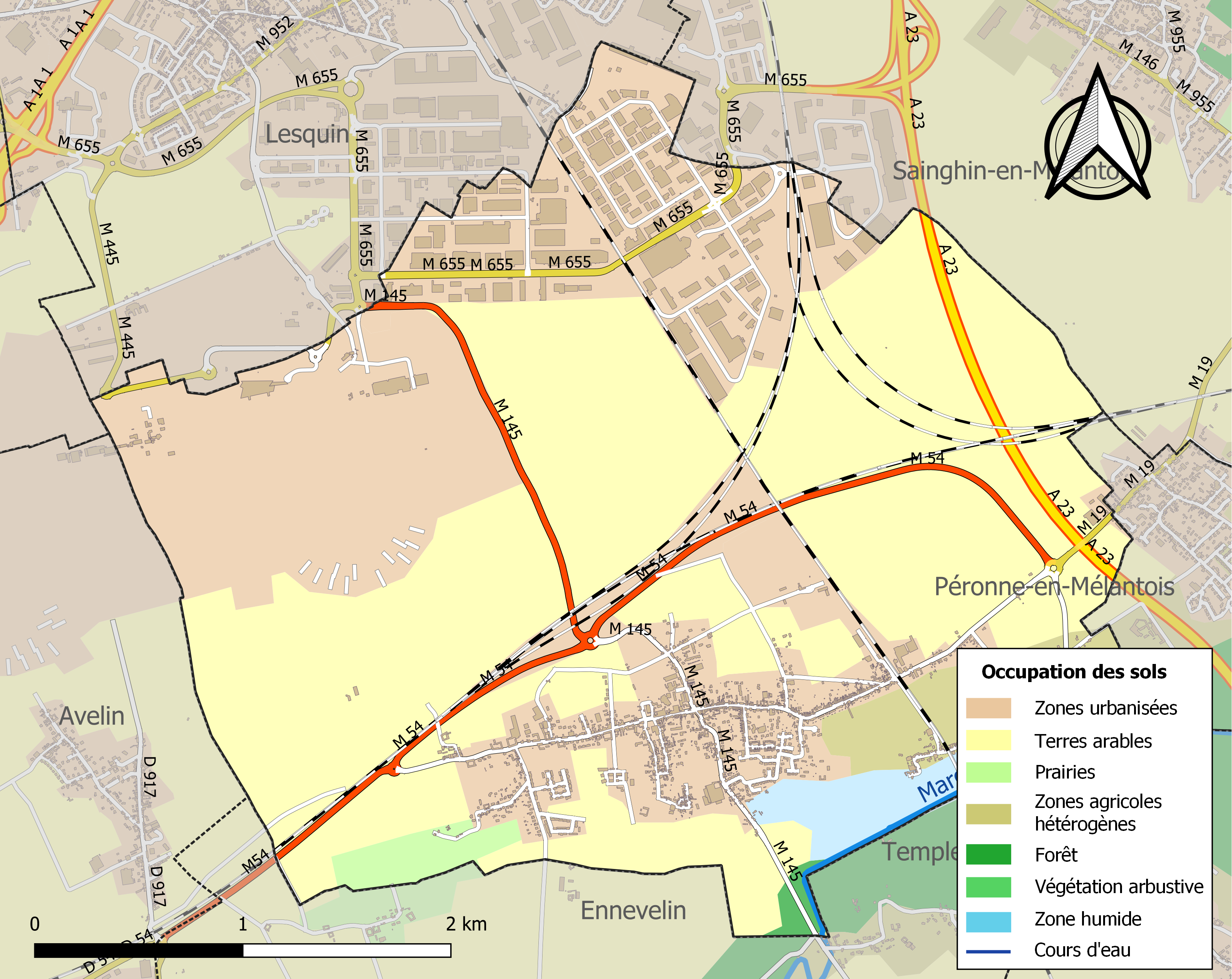
Carte des infrastructures et de l'occupation des sols de la commune en 2018 (CLC).

### Voies de communication et transports
La gare de Fretin est desservie par des trains TER Hauts-de-France effectuant des missions entre les gares de Lille-Flandres et de Valenciennes.
La commune est desservie, en 2023, par les lignes 68, Z2, Z3, Z8 et par les lignes de transport à la demande 20R et 69R du réseau Ilévia ainsi que par les lignes 855, 870 et 871 du réseau interurbain Arc-en-Ciel 2.

## Toponymie
Le nom de la localité est mentionné sous les formes Fretin en 1107; de Fritinio en 1108; Firtin en 1174; Fertin en 1218, dans le titre de la Maison de Harnes, puis en 1245 il figure dans le cartulaire de Saint-Etienne de Lille, et dans celui du cartulaire de l' Abbiette de Lille en 1279.
Du nom de personne germanique Frittin, pris absolument.
Fretin s'écrit Fraaituin en flamand

## Histoire

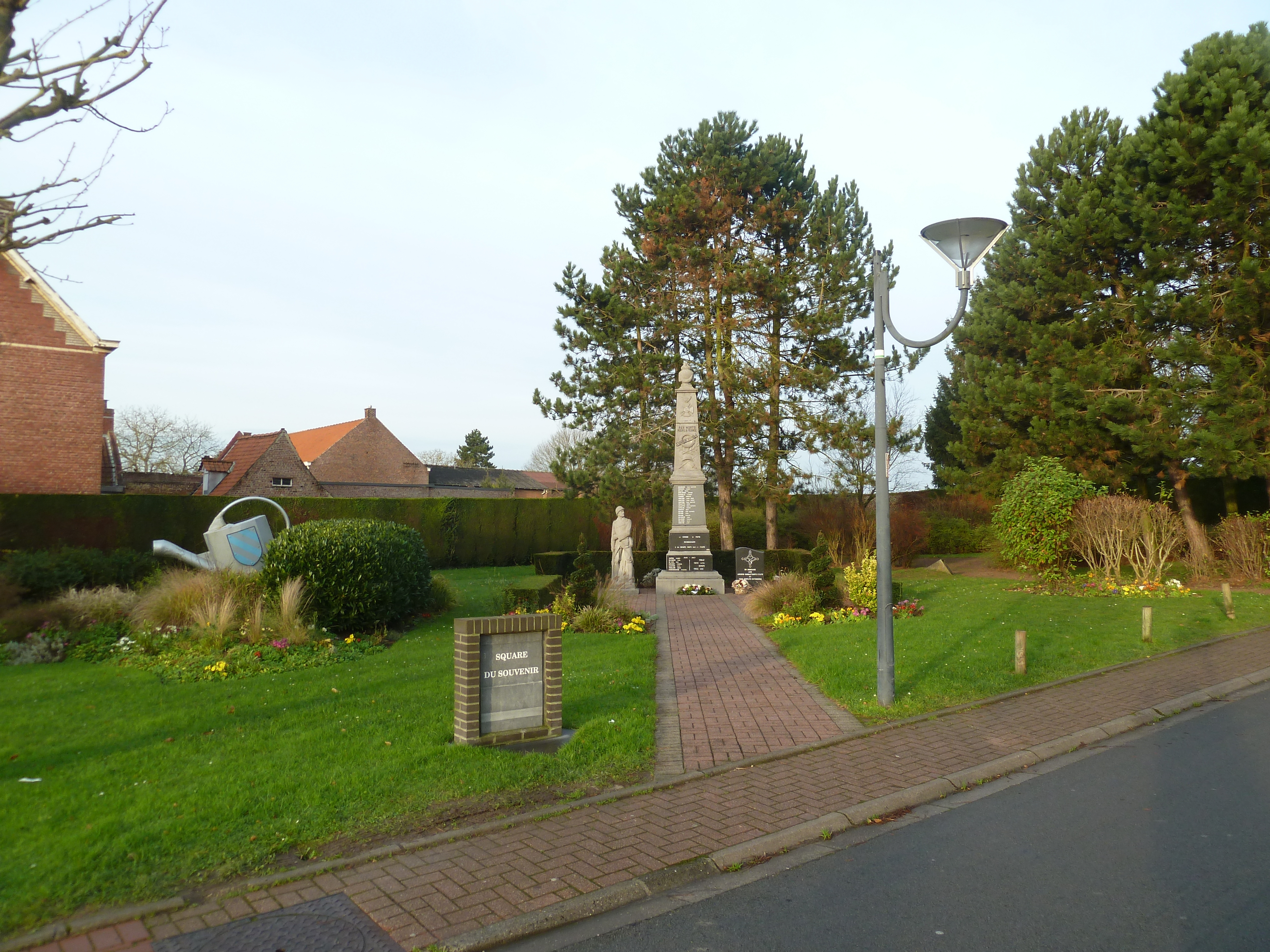
Fretin. - Le monument aux Morts

En mai 1259, les habitants de Fretin obtinrent de la comtesse Marguerite le droit de pâturage pour leurs bestiaux dans les marais de leur voisinage, moyennant une redevance annuelle de quarante sols, monnaie de Flandre, payables à Lille.
En 1480, pendant la guerre que Louis XI menait contre la maison capétienne de Bourgogne, cent-vingt cavaliers français firent un grand ravage dans les environs de Lille et emportèrent un grand butin. À leur retour ils furent attaqués à Fretin par les paysans et perdirent quinze hommes. Les autres furent tous faits prisonniers et amenés à Lille.
Fretin était une terre franche, elle faisait l'objet de privilèges, dépendante de la juridiction de Cysoing.
En avril 1675, sont données à Versailles, des lettres confirmant l'érection de la terre de Fretin en baronnie. Fretin avait été érigée en baronnie par le roi d'Espagne en 1666, mais les guerres n'ont pas permis que les lettres effectuant cette érection soient enregistrées.
En septembre 1708, John Churchill (1650-1722), 1er duc de Marlborough, baron Churchill (1682), comte de Marlborough (1689), y établit son quartier général, afin de marcher directement sur Paris. Mais  conseillé par le prince Eugène, plus prudent, les Alliés feront le siège de Lille, la plus puissante forteresse d'Europe à l'époque. Tandis que le duc commande les forces de couverture, le prince supervise le siège de la ville qui se rend le 22 octobre. La campagne sera close le 10 décembre 1708 avec la prise de  la citadelle de Lille qui marquera un succès remarquable pour les Alliés.
Avant la Révolution française, Fretin était le siège d'au moins une seigneurie, ce qui explique pourquoi plusieurs personnages différents sont dits seigneurs de Fretin à des dates très proches ou qui se chevauchent.
Jacques de Lannoy, seigneur de Fretin et Paul de Lannoy, seigneur du Chastel, frères de Jean de Lannoy, anobli le 19 novembre 1641, moyennant finances, bénéficient le 10 mars 1642, de lettres d'anoblissement données à Madrid moyennant finances. Paul de Lannoy est allié à la noble famille de Forest (Forest-sur-Marque?), a été pendant plus de vingt ans capitaine de la bourgeoisie de Lille, et a rendu comme ses frères de grands services au roi. Jean de Lannoy, frère de Paul et de Jacques, a été pendant plus de vingt ans, capitaine, bourgeois de Lille et marié en 1614 avec Marie des Barbieux, dame des Pretz. Les trois sont fils de Jacques de Lannoy, seigneur du Plantis (Le Plantis?) ou de Plantos, demeurant à Lille, allié à la famille des Barbieux honorée du degré de chevalerie en 1628. Leur oncle maternel, seigneur de Rabodenghe et de La Boutillerie (sur Fleurbaix?), neuf fois mayeur (maire) en chef de la ville de Lille a rendu de grands services au roi. Ils sont de noble extraction, leurs titres ont été perdus et égarés pendant les guerres, notamment lorsque la maison de Henri de Lannoy, leur bisaïeul, domicilié à Cysoing a été brûlée en 1513, pendant le siège de Tournai (bataille de Guinegatte) par les Anglais et aussi quand la maison de Pierre de Lannoy, leur aïeul, fut brûlée au grand feu de Lille en 1545 avec tous ses meubles et papiers.
Emmanuel d'Haussy est seigneur de Fretin en avril 1675, lorsque la terre de Fretin est érigée en baronnie. Fretin avait été érigée en baronnie par le roi d'Espagne en 1666. Son château de Fretin où il réside normalement a été plusieurs fois pillé par des gens de guerre et les titres ont été perdus.
Pierre-Allard de Lannoy (1657-1717), fils de Michel de Lannoy, seigneur du Carnoy, anobli à Aranjuez le 6 mai 1642, bourgeois de Lille le 1er juillet 1655, créé chevalier le 19 avril 1656, bourgeois d'Arras le 4 avril 1663, et de Marie Marguerite de Croix, bénéficie le 7 août 1699, à la suite de sa requête, d'une sentence de noblesse établie par la gouvernance de Lille (le gouverneur). Chevalier, seigneur de Fretin, Bersée, et du Carnoy, capitaine de cavalerie au régiment de Chartres (régiment de Chartres dragons), puis passé au régiment de Montohar le 20 août 1688, Pierre Allard nait à Lille en mai 1657 (baptisé le 19 mai 1657). Il devient bourgeois de Lille le 6 mai 1690 et meurt en 1717. Il épouse par contrat du 4 février 1690 Marie- Florence-Joseph de La Haye, fille de Philippe-Charles, chevalier, seigneur d'Ennequin, et de Marie-Anne-Eugénie de Cassina. Selon Amédée le Boucq de Ternas, les degrés généalogiques du XVe siècle présentés dans la requête de 1699, ne paraissent pas bien prouvés; le bénéficiaire était issu d'une famille commerçante de Lille dont l'accès à la bourgeoisie datait de 1502, et qui avait établi des comptoirs ou succursales à Arras et Cologne aux XVIe et XVIIe siècles. Par cette sentence, Pierre-Allard de Lannoy se fait reconnaitre descendant en ligne directe et masculine de Jean de Lannoy, seigneur de la Frumanderie à Croix, fils légitimé de Guilbert de Lannoy, chevalier, seigneur de Beaumont à Hem et de Santes en 1390, cadet de l'illustre maison de Lannoy. Pierre-Allard de Lannoy est nommé rewart (chef de la police) de Lille en 1710 et 1712, mayeur (maire) en 1711 et meurt en 1717. En 1699, ayant acheté les seigneuries de Bersée et de Wastines ou de Wattines (seigneurie sur Bersée) à crédit au prince de Robecq, et n'ayant pu les payer, ses créanciers firent vendre par décret ses terres de Bersée et de Wastines puis sa seigneurie de Fretin qui fut adjugée le 4 octobre 1726 à Marie-Catherine Stappaert, veuve de Pierre Delespaul, secrétaire du roi en la chancellerie du Parlement de Flandres, au nom de son fils Jean-Baptiste Delespaul, écuyer, seigneur des Wastines, pour la somme de 88 000 florins.
Joseph-Allard de Lannoy, fils de Pierre-Allard de Lannoy, chevalier, seigneur de Fretin de la mort de son père à la vente du fief en 1726, nait à Lille en février 1695 (baptisé avec sa sœur jumelle le 22 février 1695). Il est bourgeois de Lille le 30 août 1730. Il épouse à Lille Marie-Romaine-Joseph Ballet (1705-1735), fille de Romain et de Marie-Philippe Barte. Elle nait à Lille en août 1705 (baptisée le 23 août 1705), meurt à Lille le 22 octobre 1735, est inhumée dans la chapelle Notre-Dame de l'église Saint-Étienne de Lille.
En 1778, Idesbalde-Marie-Louis-Joseph-François Van Der Gracht, est écuyer, seigneur de Fretin, du Grand Riez, de Steenbrugghe, Lahauvelle, Ares, Annappes. Fils de Louis-François, écuyer, et de Félix-Marie-Marguerite-Geneviève, comtesse de La Tour du Pin, il nait à Tournai en mars 1741 (baptisé le 27 mars 1741). Il est officier au régiment de Arberg, puis capitaine au régiment de Saxe-Gotha. Échevin de Tournai en 1774, il devient bourgmestre de la ville et meurt à Tournai le 27 septembre 1826. Il a épousé à Lille le 1er juillet 1778 Marie-Claire-Rufine-Joseph Hanecart née à Lille en mai 1756 (baptisée le 4 mai 1756), fille d'Albert-Marie-Philippe-Théodore Hanecart (1731-1789), écuyer, seigneur de Molain, d'Irval (Marne), d'Ornury, baron de Briffœil et de Wasmes, conseiller du roi puis président à mortier au Parlement de Flandres, et de Marie-Claire Pédecœur, bourgeoise de Douai par achat.

### Révolution française
Sous la Convention nationale, le représentant en mission dans le Nord Florent Guiot s'insurge : les municipalités de certaines communes du département se montrent trop tièdes pour appliquer les mesures prises par le pouvoir contre la religion. Fretin fait partie de celles-ci mais en fait c'est la population qui pousse les élus à agir ainsi. La municipalité a laissé l'église se rouvrir et a laissé les habitants s'y rassembler en fructidor an II (mi-août-mi septembre 1794)  car ils ont demandé à pouvoir « délibérer si l'église serait ouverte et s'ils reprendraient leur ci-devant curé ».

## Politique et administration
Maire en 1881 : Wastelier.
| Période                                  | Période                   | Identité                                | Étiquette | Qualité |
| ---------------------------------------- | ------------------------- | --------------------------------------- | --------- | --- |
| Les données manquantes sont à compléter. |                           |                                         |           | |
| 1802                                     | 1807                      | J. A. Wauquier,                         |           | |
| 1824                                     | 1828                      | Jean Baptiste Delehaye                  |           | |
| 1841                                     | 1864                      | Jean Baptiste Lemetre                   |           | |
| 1866                                     | 1871                      | Louis Archange Chuffart                 |           | |
| 1873                                     | 1876                      | Henri Edouard Auguste Wastelier du Parc |           | |
| 1891                                     | 1896                      | Charles Delehaye                        |           | |
| 1896                                     | 1904                      | Charles Chuffart                        |           | |
| 1906                                     | 1911                      | Pierre François Delécluse               |           | |
| 1913                                     | 1913                      | Louis Chuffart                          |           | |
| ?                                        | 1926                      | Charles Chuffart                        |           | |
| ?                                        | 1927                      | Louis Chuffart (1867-1927)              | Rad.      | Brasseur Conseiller général de Pont-à-Marcq (1913-1927) Conseiller d'arrondissement (1910-1913) Décédé en fonction |
| 1927                                     | 1935                      | Arthur Delesalle                        |           | |
| 1935                                     | 1945                      | Émile Delourme                          |           | |
| 1945                                     | 1969                      | Louis Nivesse                           |           | |
| 1969                                     | 1980                      | Jean Lotte                              |           | |
| 1980                                     | mars 1989                 | Édouard Verlèye                         | PS        | |
| mars 1989                                | mai 2023                  | Béatrice Mullier                        | PS        | Fonctionnaire Conseillère générale de Pont-à-Marcq (1998-2011) Réélue pour le mandat 2020-2026 Démissionnaire      |
| mai 2023                                 | En cours (au 6 juin 2023) | Marie-Jeanne Marseguerra                |           | Retraitée de la fonction publique, ancienne adjointe                                                               |

## Population et société

### Démographie

#### Évolution démographique
L'évolution du nombre d'habitants est connue à travers les recensements de la population effectués dans la commune depuis 1793. Pour les communes de moins de 10 000 habitants, une enquête de recensement portant sur toute la population est réalisée tous les cinq ans, les populations de référence des années intermédiaires étant quant à elles estimées par interpolation ou extrapolation. Pour la commune, le premier recensement exhaustif entrant dans le cadre du nouveau dispositif a été réalisé en 2005.

En 2022, la commune comptait 3 221 habitants, en évolution de −4,68 % par rapport à 2016 (Nord : +0,51 %, France hors Mayotte : +2,11 %).
| 1793  | 1800  | 1806  | 1821  | 1831  | 1836  | 1841  | 1846  | 1851  |
| ----- | ----- | ----- | ----- | ----- | ----- | ----- | ----- | ----- |
| 1 517 | 1 328 | 1 854 | 1 849 | 1 963 | 1 948 | 1 946 | 2 079 | 2 072 |

| 1856  | 1861  | 1866  | 1872  | 1876  | 1881  | 1886  | 1891  | 1896  |
| ----- | ----- | ----- | ----- | ----- | ----- | ----- | ----- | ----- |
| 2 001 | 2 011 | 2 094 | 1 992 | 2 109 | 2 179 | 2 140 | 2 144 | 2 124 |

| 1901  | 1906  | 1911  | 1921  | 1926  | 1931  | 1936  | 1946  | 1954  |
| ----- | ----- | ----- | ----- | ----- | ----- | ----- | ----- | ----- |
| 2 216 | 2 210 | 2 217 | 2 097 | 2 261 | 2 370 | 2 386 | 2 390 | 2 610 |

| 1962  | 1968  | 1975  | 1982  | 1990  | 1999  | 2005  | 2006  | 2010  |
| ----- | ----- | ----- | ----- | ----- | ----- | ----- | ----- | ----- |
| 2 670 | 2 634 | 2 645 | 2 565 | 2 873 | 2 997 | 3 207 | 3 239 | 3 309 |

| 2015  | 2020  | 2022  | - | - | - | - | - | - |
| ----- | ----- | ----- | - | - | - | - | - | - |
| 3 377 | 3 245 | 3 221 | - | - | - | - | - | - |

#### Pyramide des âges
La population de la commune est relativement jeune.
En 2018, le taux de personnes d'un âge inférieur à 30 ans s'élève à 33,5 %, soit en dessous de la moyenne départementale (39,5 %). À l'inverse, le taux de personnes d'âge supérieur à 60 ans est de 23,6 % la même année, alors qu'il est de 22,5 % au niveau départemental.
En 2018, la commune comptait 1 608 hommes pour 1 726 femmes, soit un taux de 51,77 % de femmes, égal au taux départemental (51,77 %).
Les pyramides des âges de la commune et du département s'établissent comme suit.
| Hommes | Classe d’âge | Femmes |
| ------ | ------------ | ------ |
| 0,2    | 90 ou +      | 1,4    |
| 5,2    | 75-89 ans    | 7,5    |
| 16,4   | 60-74 ans    | 16,4   |
| 22,2   | 45-59 ans    | 22,1   |
| 20,9   | 30-44 ans    | 20,4   |
| 15,3   | 15-29 ans    | 13,9   |
| 19,7   | 0-14 ans     | 18,3   |

| Hommes | Classe d’âge | Femmes |
| ------ | ------------ | ------ |
| 0,5    | 90 ou +      | 1,4    |
| 5,3    | 75-89 ans    | 8,1    |
| 14,8   | 60-74 ans    | 16,2   |
| 19,1   | 45-59 ans    | 18,4   |
| 19,5   | 30-44 ans    | 18,7   |
| 20,7   | 15-29 ans    | 19,1   |
| 20,2   | 0-14 ans     | 18     |

## Culture et patrimoine

### Lieux et monuments
- L'église de Fretin, a été détruite en partie pendant la Seconde Guerre mondiale, sa reconstruction a duré jusqu'en 1962.

Avant 1789, elle abritait le tombeau du XVe siècle, en pierre de Tournay, de Jean de Saint Pierre Maisnil (dit de Hingueites) et de ses deux épouses. L'archéologue, ethnologue et historien Lucien de Rosny en a fait un croquis dans son ouvrage "1838. Histoire de Lille, capitale de Flandre française, depuis son origine jusqu'en 1830", (p. 133).
- La motte féodale, au lieu-dit Warlet Sud, inscrite à l'inventaire des monuments historiques en 1978[43].
- Les vestiges du château, au lieu-dit Drève du château, inscrits à l'inventaire des monuments historiques en 1994[44].

### Le musée de la Vie rurale

#### L'outillage du musée de la Vie rurale
- La collection de 1 500 outils anciens, léguée par Jean Houzé le fondateur du musée de la Vie rurale, décédé en 2012[45].

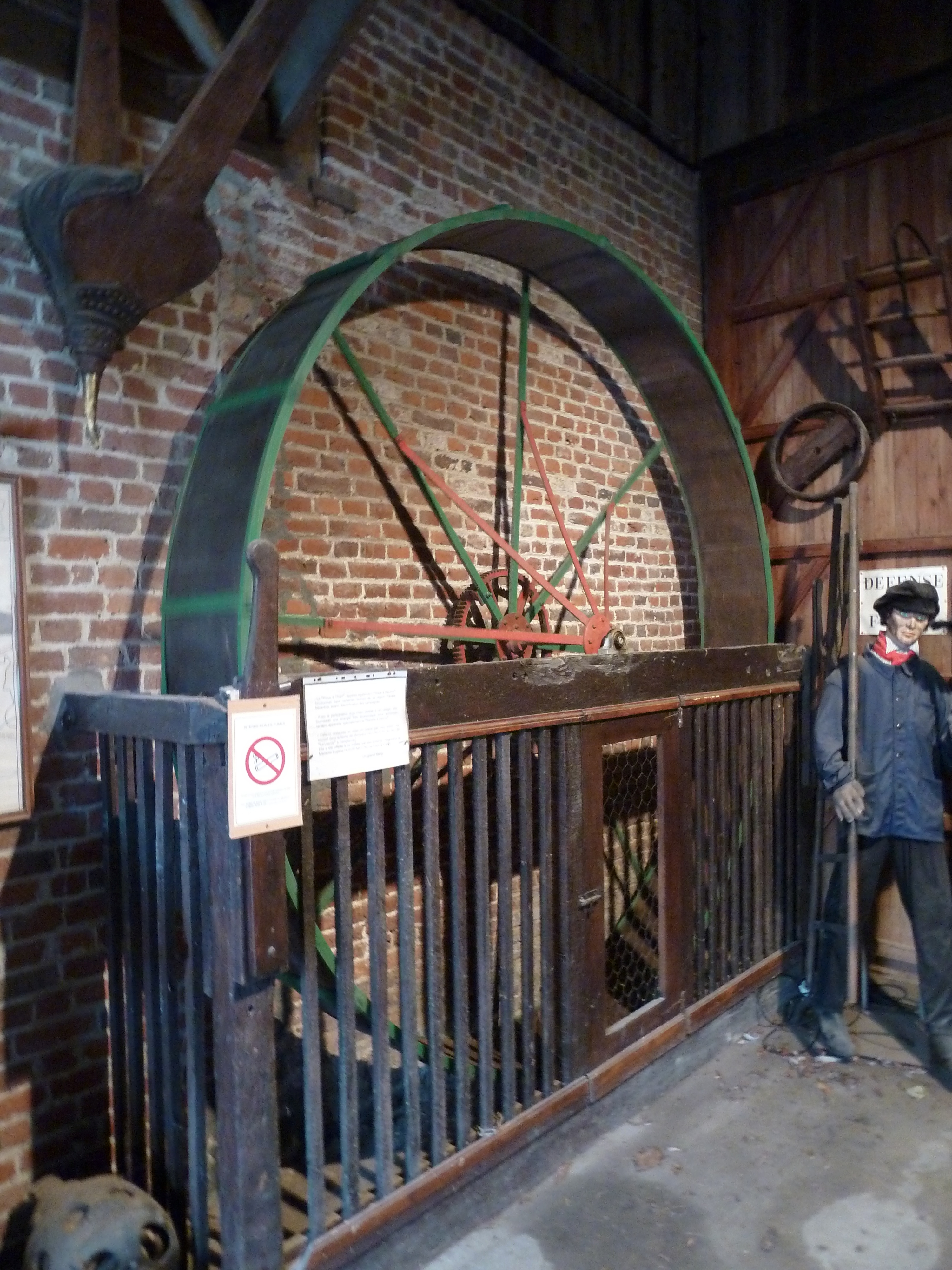
La « roue à beurre », encore appelée dans la région « roue à chien ».
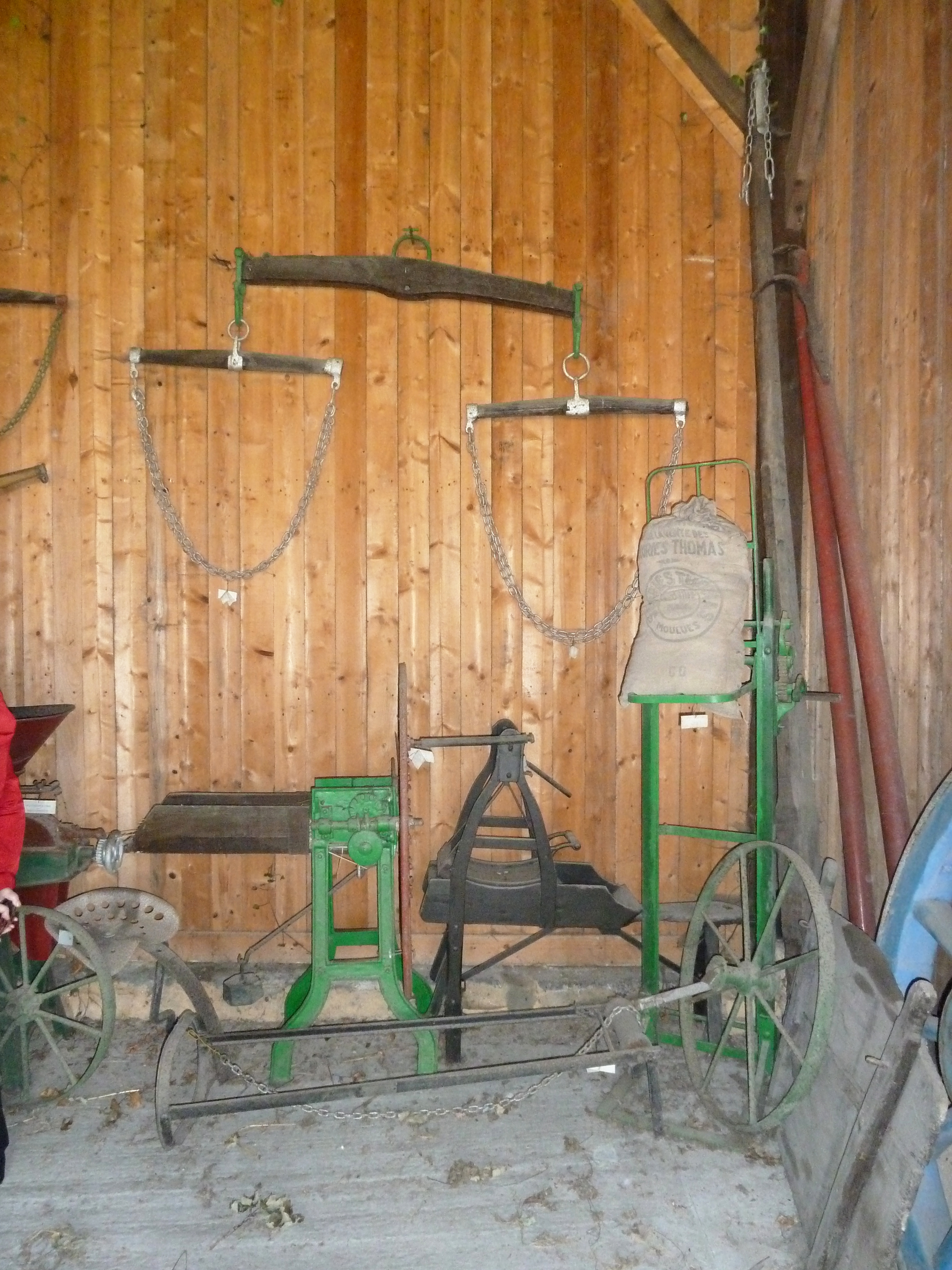
Matériel agricole.
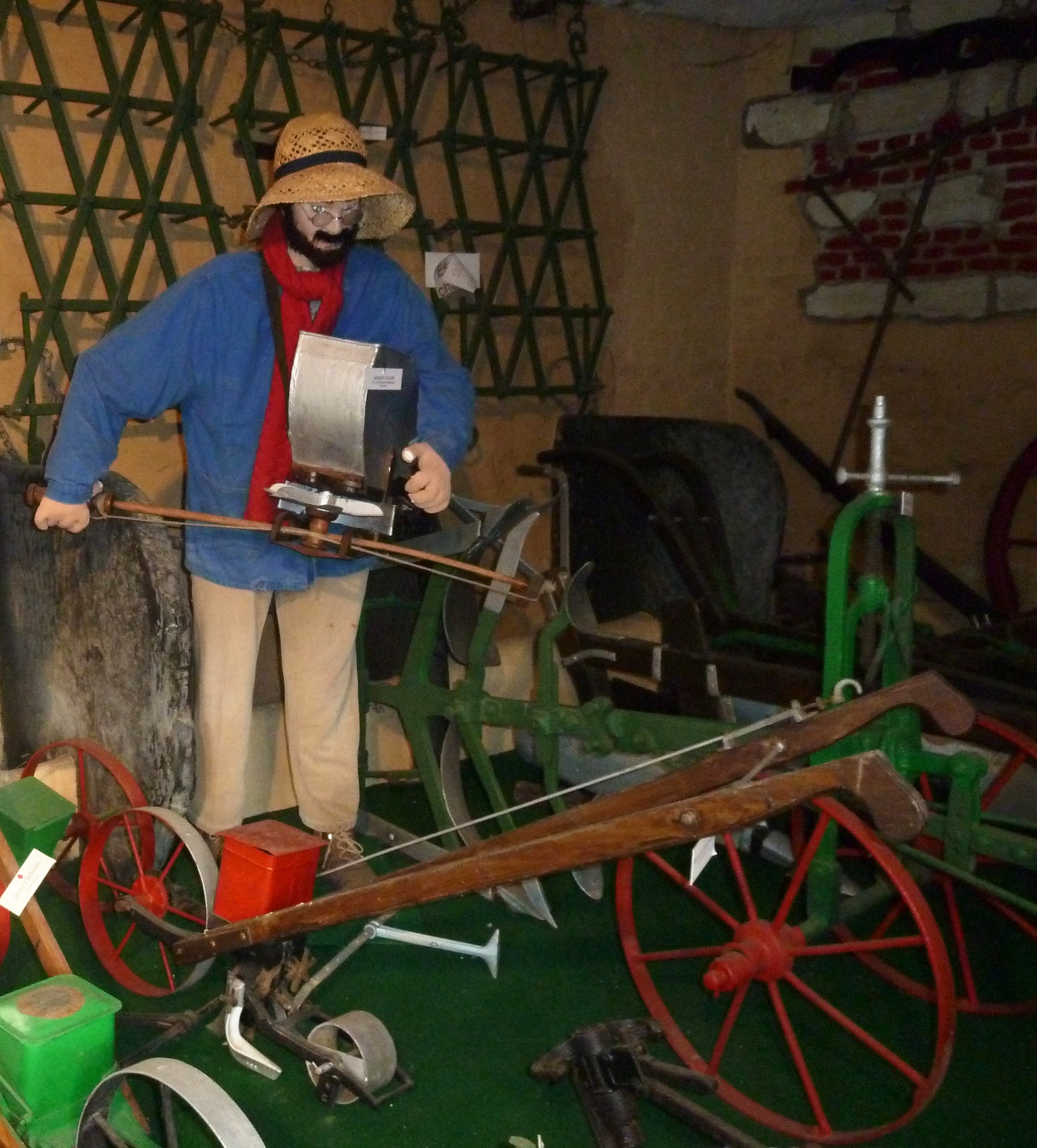
Espace semis.
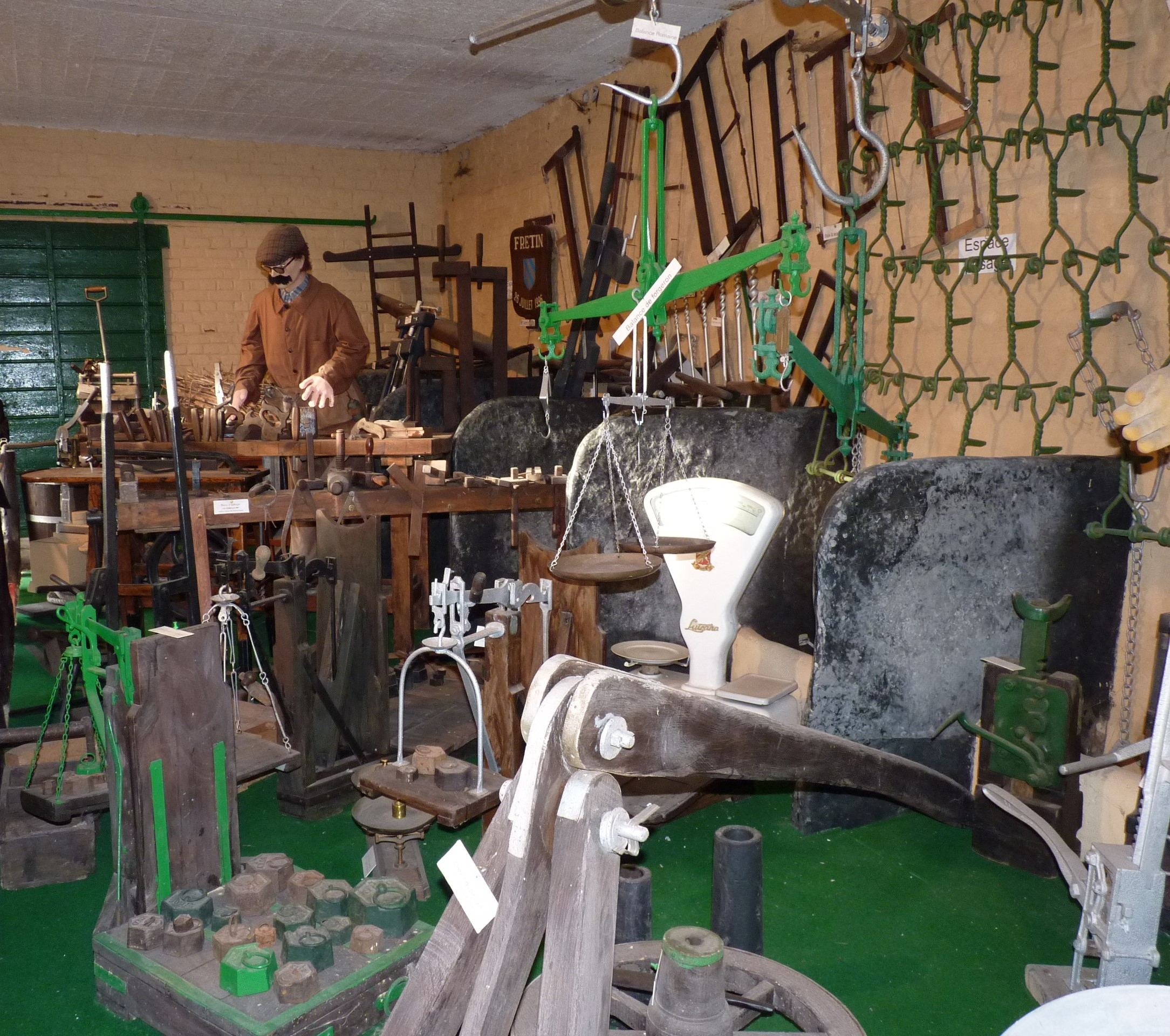
Espace pesage.

#### Pièces du musée
Ensemble de 4 statues des fonderies Fonderie GHM (Générale Hydraulique et Mécanique) de Sommevoire, autrefois Fonderie Antoine Durenne (Haute-Marne).

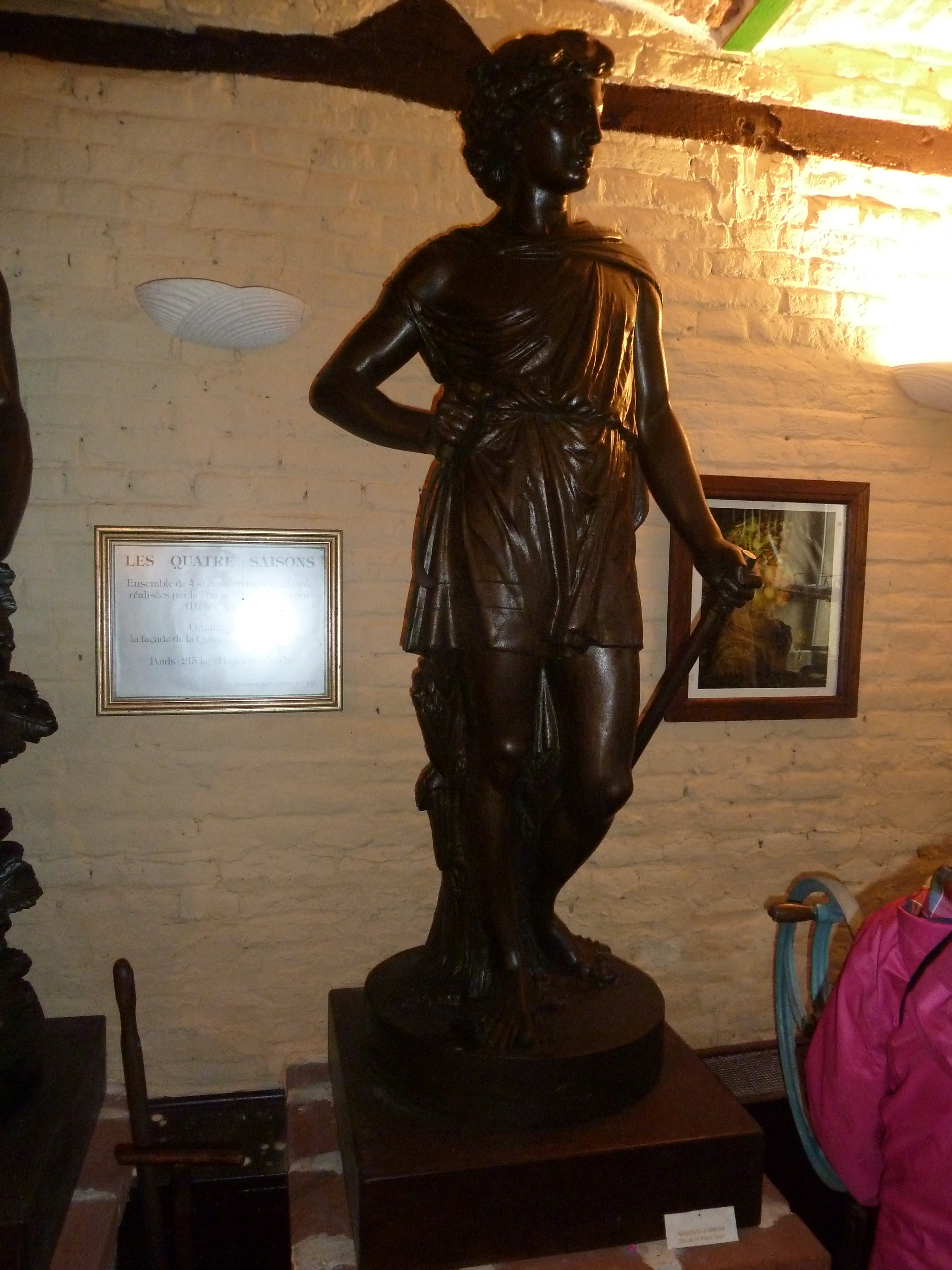
Les quatre saisons.
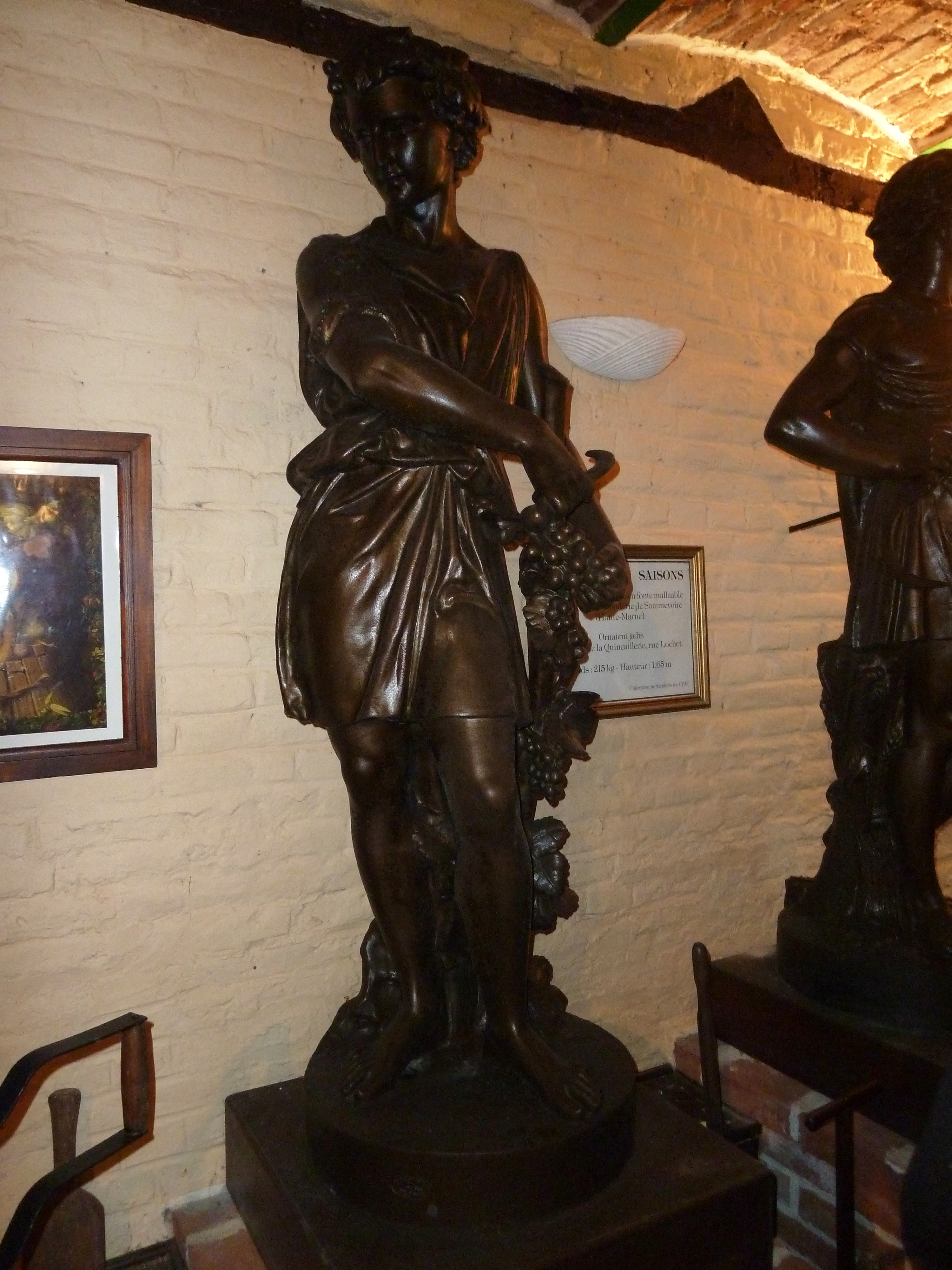
Les quatre saisons.
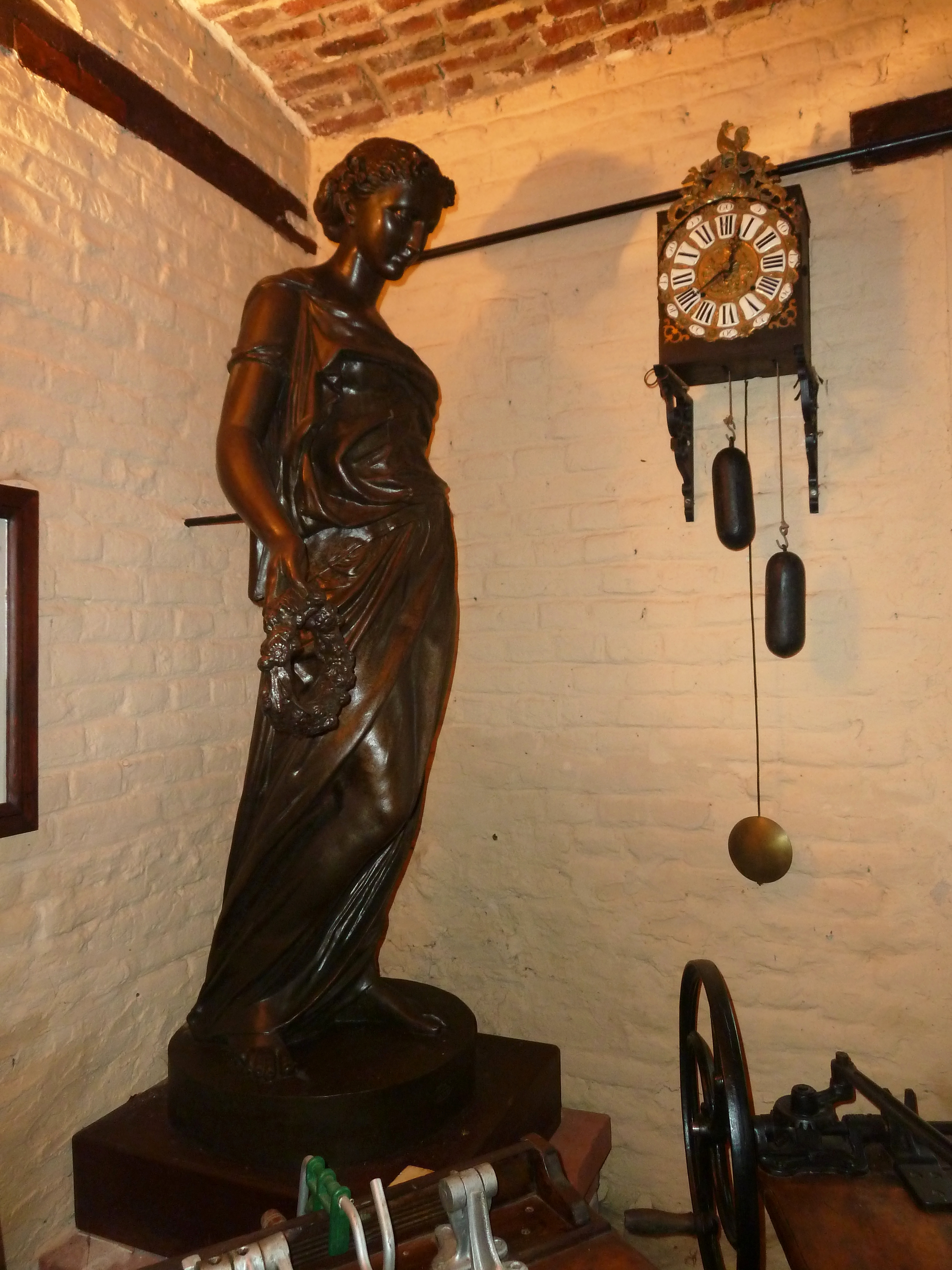
Les quatre saisons.
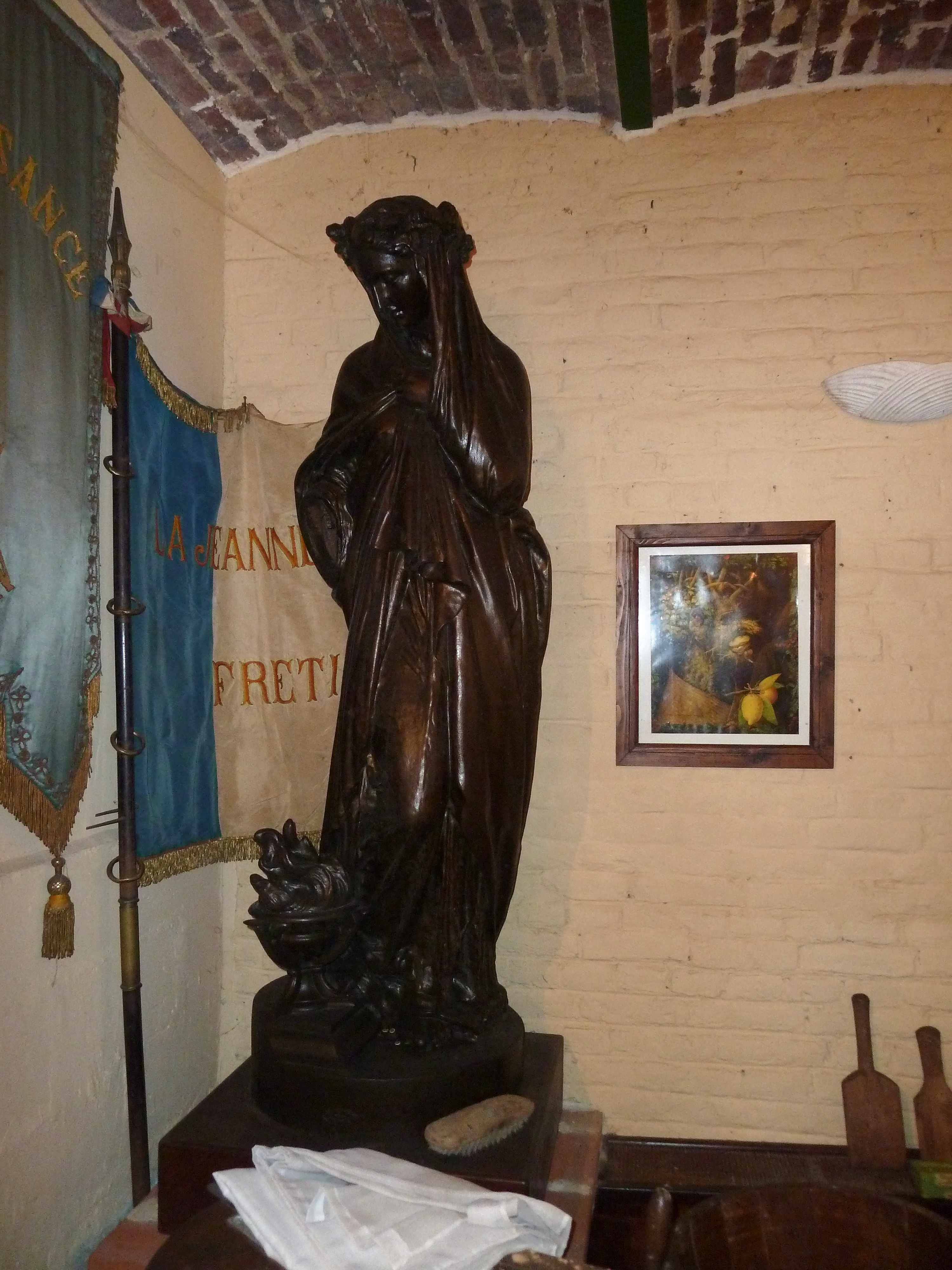
Les quatre saisons.

### Personnalités liées à la commune
- Mathieu Debuchy, footballeur français né à Fretin.
- Camille Lemaire, écrivain résident à Fretin. Membre de l'association auteurs ADAN.
- Ronny Coutteure, acteur, réalisateur et metteur en scène belge, y est enterré.
- Henry Wastelier du Parc, sous-préfet de Saint-Pol-sur-Ternoise, décédé en 1909 au château de Fretin. Enterré au cimetière de Fretin.
- Enguerrand de Landas, né vers 1230 mort à Fretin en 1282, seigneur du Quesnoy, écuyer, conseiller de Marguerite de Flandre.

### Héraldique
|  | Les armes de Fretin se blasonnent ainsi : « Bandé d'argent et d'azur de six pièces (Baillet) ». |